# Château de Canaples
Le château de Canaples est situé sur le territoire de la commune de Canaples, dans le département de la Somme, au nord-ouest d'Amiens.

## Historique
Le château de Canaples fut construit à la fin du XIXe siècle par l'architecte amiénois Anatole Bienaimé pour le compte d'un pharmacien de Doullens, enrichi par l'extraction de phosphate à Beauval. Le château et son parc sont représentatifs de l'ascension sociale de la bourgeoisie provinciale de la fin du XIXe siècle et de la Belle Époque.
Pendant la Première Guerre mondiale, des officiers français et alliés logèrent au château qui reçut, à l’hiver 1917, la visite du Prince de Galles, le futur roi d'Angleterre, Édouard VIII.
Le château et son parc son protégés au titre des monuments historiques : inscription par arrêté du 23 mai 2013.

## Caractéristiques

### Extérieur
Ce château construit en pierre de taille présente un mélange de styles des XVIIe et XVIIIe siècles. Il est construit sur un soubassement de granit et s'étage sur trois niveaux. La façade principale est précédée d'un perron monumental avec un escalier à double révolution.  Le corps central est percé de trois ouvertures à chaque étage. Le premier étage est orné d'un balcon avec rampe en fer forgé. Les fenêtres du premier étage sont surmontées d'un fronton triangulaire. Le corps central est encadré à chaque extrémité d'un pavillon d'angle légèrement en saillie. Les fenêtres du rez-de-chaussée sont surmontées d'un fronton triangulaire, celle du premier étage d'un arc surbaissé. Le château est prolongé de chaque côté par une courte aile haute d'un seul niveau avec toit en terrasse.
Une toiture à la Mansart est percée d’œils-de-bœufs et de fenêtres avec fronton triangulaire. L'attique avec balustre est décoré de huit vases sculptés. Quatre hautes cheminées avec décor sculpté, terminent à chaque angle cette toiture.

### Intérieur

#### Distribution des pièces
Le sous-sol  dont l'accès est de plain-pied à cause du dénivelé du terrain, se compose de caves, séchoir, buanderie... Sous le perron de la façade, une salle abritait un appareil à acétylène pour l'éclairage. 
Au rez-de-chaussée, l'entrée donne accès au vestibule et à l'escalier d'honneur. L'office, la cuisine, la petite et la grande salle à manger, le salon, la salle de billard, le jardin d'hiver occupent le reste de l'espace.
Au premier étage, une antichambre donne accès à quatre chambres à coucher avec cabinet de toilette et salles de bain et à l'escalier menant au second étage où se trouvent des chambres.

#### Le décor intérieur
Le décor intérieur est particulièrement soigné, influencé par le style Renaissance : cheminées, meubles des frères Gourmain de Paris... Le jardin d'hiver est décoré de mosaïques, de carreaux de faïence et de vitraux dus à Gaétan Jeannin, maître-verrier à Boulogne-Billancourt. Des jardinières de style art nouveau et un plafond percé d'une verrière complètent le décor.

## Le parc
Le parc de 4,6 ha est aménagé dans la style éclectique du début du XXe siècle : un parc paysager est complété au sud par une partie plus régulière ceinturée d'un balustre. À l'est se trouvait un verger-potager avec deux portes. Les principales essences d'arbres sont le thuya en marcottes, des ifs, des pins laricio, des épicéas, un hêtres pourpre, un chêne... Un thuya géant a été classé Arbre remarquable, en 2021.
Une grille ouvragée de ferronnerie dues à Carpentier, forgeron à Doullens donne accès au parc, elle date de 1908.

### Les dépendances
Les dépendances se composent d'un chenil, d'un poulailler, de clapiers, d'un puits, d'un manège, d'un pressoir, le tout construit en brique avec des toits à faîtage.